# 마이크로소프트 인증 프로페셔널
마이크로소프트 인증 프로페셔널(Microsoft Certified Professional, MCP)은 마이크로소프트의 인증 자격증을 총체적으로 가리킨다. 또, 이 프로그램의 시험을 수료한 개인에게도 붙일 수 있는 이름이기도 하다.
MCP 프로그램은 각기 다른 기술 전문 분야를 기초로 여러 가지의 자격증을 제공한다. 이 자격증을 취득하려면 이 프로그램 안의 일련의 시험을 통과하여야 한다. 마이크로소프트가 인정하는 현 세대의 인증 자격증으로는 MCTS(Microsoft Certified Technology Specialist), MCPD(Microsoft Certified Professional Developer), MCITP(Microsoft Certified IT Professional), MCA(Microsoft Certified Architect), MCSA(Microsoft Certified Systems Administrator), MCSE(Microsoft Certified Systems Engineer)가 있다.
잘 알려져 있는 이전 세대의 자격증(이전 세대의 자격증도 여전히 지원은 하고 있음)으로는 MCSE(Microsoft Certified System Engineer), MCSD(Microsoft Certified Solution Developer), MCDBA(Microsoft Certified Database Administrator)가 있다.
일부 고용주들은 마이크로소프트 제품과 기술을 수반한 특정한 작업을 위해 특정한 MCP 인증 자격을 선호하거나 요구한다. 또다른 업체에는 썬 인증 프로페셔널 프로그램, 레드헷 인증 프로그램, 오라클 인증 프로그램, 시스코 커리어 인증 프로그램, 우분투 인증 프로페셔널 프로그램, 애플 인증 프로그램과 같은 저만의 인증 프로그램을 가지고 있다.
각 시험은 미국 달러 기준으로 거의 $125가 든다. 시험은 보통 마치는 데까지 두 세 시간 정도 걸리며 45개에서 90개 정도의 다항식 문제, 드래그 앤드 드롭, 문제 해결 질문, 시뮬레이트된 콘텐츠로 이루어져 있다. 이 시험에서 학생들은 특정한 일반 작업을 토픽에 맞추어 스스로 수행할 것을 요구 받는다.

## 최신 MCP 자격증

### 프로페셔널 시리즈
- Microsoft Certified Professional Developer (MCPD)
- Microsoft Certified IT Professional (MCITP)

### 마스터 시리즈
- MCM: 마이크로소프트 익스체인지 서버 2007
- MCM: 마이크로소프트 SQL 서버 2008
- MCM: 윈도우 서버 2008: 디렉터리
- MCM: 마이크로소프트 오피스 셰어포인트 서버 2007
- MCM: 마이크로소프트 오피스 커뮤니케이션스 서버 2007

### 아키텍트 시리즈
아키텍트 시리즈는 테크놀로지 시리즈나 프로페셔널 시리즈와는 전혀 다르며 5주 간의 훈련 기간으로 이루어져 있다. 비용은 $25,000 정도 든다.

### 테크놀로지 기반의 아키텍처
테크놀로지 기반의 아키텍처(Technology-based Architecture)에는 두 개의 MCA 자격증이 있다.
- 메시징 (마이크로소프트 익스체인지 서버)
- 데이터베이스 (마이크로소프트 SQL 서버, OLTP에 초점을 둠)

### 폭 넓은 아키텍처
폭 넓은 아키텍처(Broad Architecture)는 고객 솔루션을 전달할 목적으로 다양한 마이크로소프트 기술과 마이크로소프트 비관련 기술을 사용하는 전문가를 위해 설계되었다. 다음 두 개의 자격증이 있다.
- 인프라 자격증 (Infrastructure certifications)
- 솔루션 자격증 (Solutions certifications)

## 이전의 MCP 자격증

### Microsoft Certified Systems Engineer (MCSE)
MCSE 자격증은 윈도 서버 2003용 마이크로소프트 인증 가운데 하나로 잘 알려져 있다.

### Microsoft Certified Systems Administrator (MCSA)
MCSA 자격증은 마이크로소프트 윈도우 운영 체제의 시스템 관리의 지식을 보증하는 증명이며 MCSE의 부분 집합은 아니지만 MCSE보다 일반적으로 더 단순하다.

### Microsoft Certified Application Developer (MCAD)
MCAD 자격증은 마이크로소프트가 제공하는 중간 수준의 프로그래밍 보증이며 이 시험을 마쳐야 MCSD 자격증을 취득할 수 있다.

### Microsoft Certified Solution Developer (MCSD)
MCSD 자격증은 마이크로소프트가 제공하는 최고 수준의 프로그래밍 보증이다. 이 자격증을 취득하려면 총 5가지 시험(4개의 코어 과목 시험, 한 개의 선택 과목 시험)을 통과해야 한다.

### Microsoft Certified Solution Developer for .NET (MCSD for.NET)
MCSD for.NET 자격증은 마이크로소프트가 제공하는 .NET 환경을 개발하는 최고 수준의 프로그래밍 보증이다. 이 자격증을 취득하려면 총 5가지 시험(4개의 코어 과목 시험, 한 개의 선택 과목 시험)을 통과해야 한다.
시험 과목은
Exam-229: Designing and Implementing Databases with Microsoft SQL Server™ 2000 Enterprise Edition
Exam-300: Analyzing Requirements and Defining Microsoft .NET Solution Architectures
Exam-315: Developing and Implementing Web Applications with Microsoft Visual C#™ .NET and Microsoft Visual Studio .NET
Exam-316: Developing and Implementing Windows-based Applications with Microsoft Visual C#™ .NET and Microsoft Visual Studio .NET
Exam-320: Developing XML Web Services and Server Components with Microsoft Visual C# .NET and the Microsoft .NET Framework
이다.
2020-06-30에 자격시험이 폐지되어 신규 취득이 불가능해졌다.

### Microsoft Certified Database Administrator (MCDBA)
MCDBA 자격증은 마이크로소프트 SQL 서버 데이터베이스를 관리하는 데이터베이스 관리자의 자격 증명서이다. 2011년에는 자격 시험이 폐지되어 신규 취득이 불가능해졌다.

### Microsoft Certified Desktop Support Technician (MCDST)
MCDST는 마이크로소프트 윈도우 운영 체제를 실행하는 데스크톱 환경을 수리하고 최종 사용자를 지원하는 데 능숙함을 보증한다. MCDST는 시험 70-271과 70-272를 통과할 것을 요구한다.

### Microsoft Office Specialist (MOS)
이전 이름은 Microsoft Office User Specialist, 곧 MOUS로도 불렸다. 이 자격증은 비즈니스 응용의 마이크로소프트 오피스 제품군을 사용하는 자격증이다. MCP 인증 프로그램의 목록에 들어있기는 하지만 공식적으로 MCP 자격증은 아니다. MOS 시험은 서드파티 회사인 "서티포트"(Certiport)가 관할하고 있다. 2007년 1월에 MOS/MOUS의 새로운 자격증들이 발표되었다. 직접적인 응용 기술을 묻는 시험으로는 오피스 2007을 기반으로 하는 MCAS(Microsoft Certified Application Specialist)이다. 새로 나온 MCAP(Microsoft Certified Application Professional)는 더 일반적인 비즈니스 작업들을 수행하는 방법에 기초를 두고 있다. 이 시험들이 서티포트를 통해 관리되고 있지만 다른 시험 제공업체들도 여기에 동참할 것으로 보인다.